# Segovia-Codex
Der Segovia-Codex oder auch das Segovia-Manuskript ist die wohl wichtigste Notensammlung aus dem 15. Jahrhundert. Sie wurde 1922 von dem spanischen Musikwissenschaftler Higinio Anglés (1888–1969) wiederentdeckt, ein Faksimile erschien erst 1977.: S. 80 Dieser Codex ist keine Sammlung mit bekannten Stücken, wie sonst in dieser Zeit üblich, sondern ein Manuskript mit einer Vielzahl an Werken, die sonst nirgendwo anders überliefert sind. Es wurde nach der Provinz der dem Bistum Segovia benannt, wo diese Handschrift entstanden ist. Der Autor dieser spanischen Ausgabe ist unbekannt, muss aber des Holländischen mächtig und gut über die Musiker informiert gewesen sein, denn nicht alle waren so bekannt wie zum Beispiel Hayne van Ghizeghem, der berühmt geworden war für seine Gassenhauer wie „Allez, regrets“ oder „À l’audience“.
Eine ähnliche Bedeutung hatte erst wieder der über 100 Jahre später erschienene, ähnlich umfangreiche Tarasconi-Codex, der heute in Mailand aufbewahrt wird.

## Inhalt
Die bekanntesten Vertreter dieser Sammlung geistlicher und weltliche Vokalmusik sind Jacob Obrecht, Heinrich Isaac und Josquin Desprez.: S. 10 Insgesamt enthält das Werk 204 Kompositionen und ist zunächst in drei- und vierstimmige Tonsätze geordnet und darin in kirchliche und weltliche sowie spanische und „nördlichere“ Musikstücke unterteilt. Die „nördlicheren“ Werke werden mit 28 Werken von Obrecht dominiert, aber auch Isaac und Compère (je 16) sind viel vertreten, bei den Spaniern ist Juan de Anchieta mit zehn Stücken am häufigsten vertreten.: S. 81
Insgesamt wird ein erstaunlich breites Repertoire präsentiert, von machtvollen und ausladenden Messen bis zu kurzen lateinischen Versen. Die weltlichen Lieder sind in französischer, flämischer, italienischer und kastilischer gehalten und waren wohl eher für die Verwendung im Heim- oder Schulbereich gedacht. Nach Baker sind drei unterschiedliche Kopisten erkennbar: Neun Zehntel sind vom Hauptschreiber verfasst, der nahezu alle kirchlichen Werke niederschrieb sowie alle ausländischen weltlichen Lieder, ein zweiter, der die Abteilung mit den spanischen Werken verfasste und ein dritter, der die letzten drei Stücke hinzufügte.
Der Anlass der Sammlung ist nicht vollständig geklärt. Man nimmt heute an, dass das Werk zu Ehren Isabella, der Katholischen zwischen 1500 und ihrem Tod 1504 zusammengetragen worden ist. Aber auch ihre Tochter Johanna, die Wahnsinnige wäre als Empfängerin möglich, weilte sie doch von 1504 bis 1506 in Flandern. Wahrscheinlicher Empfänger ist aber noch ihr älterer Bruder Johann, ein begeisterter Amateurmusiker, der aber bereits 1497 starb. Sein Kapellmeister  und vermeintlicher Lehrer war einer der im Manuskript enthaltener Komponisten, Juan de Anchieta.

## Veröffentlichungsgeschichte
Ein erster inhaltlicher Auszug erschien in Theodor Kroyers „Festschrift zum sechzigsten Geburtstage am 9. September 1933“ in Regensburg, in dem er Anglés „Die spanische Liedkunst im 15. und Anfang des 16. Jahrhunderts“ veröffentlichte. Eine vollständigere Ausgabe erschien 1936 im Acta Musicologica viii unter dem Titel „Un manuscrit inconnu avec polyphonie du XVe siècle conservé à la cathédrale de Ségovie (Espagne)“: S. 80
Es bestand offenbar eine enge Verbindung zwischen der Musikwelt Spaniens und der Flanderns. Möglicherweise gibt dieser Codex die dynastische Verbindung der beiden Familien der Krone Aragon und dem Haus Burgund wider, ihren kulturellen Austausch zwischen den Regionen und den Höfen der jeweiligen Regenten. Eine Besonderheit dieser Höfe war ein anspruchsvolles Mäzenatentum, das hochgebildet und anspruchsvoll die neusten kulturellen Errungenschaften seiner Zeit suchte. Zudem weist vieles auf das Umfeld der katholischen Könige beider Herrschaftshäuser hin.

## Musikalische Interpretationen
Bislang ist eine CD-Veröffentlichung mit Werken des Segovia-Codex erschienen:
- Ensemble Qualia: „mundus et musica“ - Instrumental music in Spain and Flanders ca. 1500, Carpe Diem Records, LC-01320// CD-16294